# Ковшово (Дзержинский район)
Ковшово (бел. Каўшо́ва) — деревня в Дзержинском районе Минской области Белоруссии. В составе Путчинского сельсовета.

## География
В 24 км от Дзержинска, 45 км от Минска, 26 км от железнодорожной станции Койданово.
Ближайшие населённые пункты Глушинцы, Лисовщина и др.

## История
В начале XX века имение Ковшово в Старосельской волости Минского повета, 1 двор, 90 жителей.
До 8 апреля 1957 года деревня в составе Вертниковского сельсовета.

## Население

### Численность
- 2009 год — 27 жителей

### Динамика
- 1999 год — 43 жителя (перепись населения)
- 2004 год — 23 двора, 35 жителей
- 2009 год — 27 жителей (перепись населения)

## Достопримечательность
- Памятник землякам, погибшим в Великой Отечественной войне